# Laura Pestellini
Laura Pestellini (Firenze, 27 aprile 1919 – Firenze, 23 novembre 2010) è stata un'attrice italiana. Dopo essere rimasta vedova del marito Alfredo Socini decide di rafforzare al meglio le sue qualità da attrice. La Pestellini collaborò con molti attori famosi, come Leonardo Pieraccioni o Raul Bova. 

## Biografia
Toscana, a lungo dedicatasi a ruoli secondari, Laura Pestellini si fa conoscere al pubblico italiano interpretando le pubblicità Findus, del Pandoro Melegatti e dei biscotti Oro Ciok. Nel 2004-2005 ha avuto un suo angolo in Cronache marziane, la trasmissione tv condotta da Fabio Canino su Italia uno.
Ha recitato inoltre nella serie televisiva Fiore e Tinelli, in onda su Disney Channel, nei panni dell'arzilla nonna di Tinelli, la signora Elvira, che al contrario delle sue coetanee praticava sport estremi e attività spericolate.
Ha partecipato a vari episodi della food comedy Il club delle cuoche di Luisanna Messeri.
È apparsa anche in un episodio di Camera Café (La nonna di Andrea) interpretando, per l'appunto, la nonna di Andrea.
È morta a Firenze il 23 novembre 2010 all'età di 91 anni, rinunciando a causa della sua malattia alla partecipazione nel film Amici miei - Come tutto ebbe inizio per la regia di Neri Parenti.

## Filmografia

### Cinema
- Lucignolo regia di Massimo Ceccherini (1999)
- Il principe e il pirata, regia di Leonardo Pieraccioni (2001)
- Andata e ritorno, regia di Alessandro Paci (2003)
- Sotto il sole della Toscana (Under the Tuscan Sun), regia di Audrey Wells (2003)
- La mia vita a stelle e strisce, regia di Massimo Ceccherini (2003)
- La mia squadra del cuore, regia di Domenico Costanzo, Giuseppe Ferlito (2003)
- Ma l'amore... sì!, regia di Marco Costa e Tonino Zangardi (2006)
- Benvenuti in amore (2008)
- Cenci in Cina, regia di Marco Limberti (2009)
- Matrimoni e altri disastri, regia di Nina Di Majo (2010)

### Televisione
- Un posto tranquillo - film TV (2003)
- Don Matteo - serie TV, 1 episodio (2006)
- Camera Café - serie TV, 1 episodio (2007)
- Un medico in famiglia - serie TV, 1 episodio (2007)
- Carabinieri - serie TV, 1 episodio (2007)
- Fiore e Tinelli - serie TV (2007)

### Pubblicità
- 4 salti in padella
- Oro Ciok
- Pandoro Melegatti